# アウトライン (ゲーム)
『アウトライン』は、1999年11月26日にアセンブラージュのブランド、ぷちＸから第１作目として発売されたアダルトゲームである。

## ストーリー
ある夏、大学生の鹿島真一はサークル活動の一環として沖紫、白坂希とともにローカル私鉄を撮りに媛乃澤を訪れる。そのとき駅で偶然出会った島崎瑞穂と希が激しく口論になり、その後宿で再会。険悪な雰囲気になるも、紫の仲裁で場は収まる。その晩、主人公は弓道着に身を包んだ女性に弓で射られる夢を見る。翌日、主人公たちの乗る電車が緊急停車を余儀なくされるほどに激しく揺れ、夢で見た女性に射撃される。この列車事故や、地元の人々の不自然な態度に疑問を持った主人公はその謎に迫ろうとするが…。

## 主な登場人物
鹿島 真一（かしま しんいち）
本作の主人公で21歳の大学生。幼い頃白坂ホームズの幹部であった父親と死別、厳格な母親との母子家庭に育つが現在は独り暮らし。趣味は風景写真。希との婚約話で困惑している。
島崎 瑞穂（しまざき みずほ）
都内のデザイン会社に勤務。19歳。媛乃澤出身だが愛人の子ということで地元で迫害され続け、さらに姉の櫻の死を機に高校卒業と同時に上京。頑固な性格。特技は弓道。
沖 紫（おき ゆかり）
大学の先輩でサークル「鉄道愛好会」の会長。22歳。1年留年している。名前は作中では「ユカリ」と表記されることが多い。面倒見のいい姉御的性格。筋金入りの鉄道ファンである。サークルの初代会長で憧れの人である嘉悦行雄のことが忘れられず、彼の故郷である媛乃澤で撮影旅行を行った。
白坂 希（しらさか のぞみ）
真一の許婚。19歳。性格は明るく天真爛漫で、語尾に「～ですぅ」とつける口癖がある。父親は白坂ホームズの社長で、四人姉妹の末っ子。初恋の相手が真一で、アパートへ押しかけては全然出来ない家事手伝いをやって迷惑をかけている。真一と同じ大学に入学したのは「彼の傍にいる為」というほど、彼に惚れ込んでいる。
三倉 安芸（みくら あき）
旅館「川澄亭」の女将の一人娘。19歳。高校卒業後から家業を手伝っている。瑞穂とは高校の同級生で、3年間ずっと同じクラスだった。気管支喘息を患っている。

## スタッフ
- シナリオ：村雨龍樹、モリタケンジ、CAPITA EO
- 原画：てんざる、へりゃ、宏井増之

## その他
- ダウンロード版に関しては2013年6月現在でもアセンブラージュの委託を受けたEX12にて発売されている。
- このゲームが発売された1999年は4月に新潟交通電車線が、10月には蒲原鉄道線が全廃され、新潟県から第三セクターを除いて私鉄が消滅した年であった。(越後交通長岡線は4年前の1995年に貨物営業も含めて全廃されていた。)